# Zdradnica śmiercionośna
Zdradnica śmiercionośna (Acanthophis antarcticus) – gatunek węża z rodziny zdradnicowatych (Elapidae), jeden z najgroźniejszych węży jadowitych.

## Występowanie
Zamieszkuje duże obszary wschodniej i południowej Australii. Dawniej bywał też podawany z Nowej Gwinei, ale badania genetyczne wykazały, że wyspę tę zamieszkuje inny gatunek (lub gatunki) z rodzaju Acanthophis.

## Charakterystyka
Osiąga do 1 m długości. Barwa ciała szara i plamista, ogon krótki, łuski na grzbiecie mocno wręgowane, szorstkie i wydłużone. Źrenice oczu ustawione pionowo, głowa płaska. Tryb życia nocny i naziemny. Jego pożywienie stanowią małe ssaki, ptaki i gady. Ukąszenia ludzi zdarzają się stosunkowo często w porównaniu z innymi wężami jadowitymi i stąd jego nazwa. Przypadki ukąszeń, bez podania surowicy, w około 50% kończą się śmiercią.